# ホセ・パラ
ホセ・パラ・マルティネス（José Parra Martínez、1925年8月28日 - 2016年2月29日）は、スペイン・カタルーニャ州ブラナス出身の元サッカー選手。現役時代のポジションはDF。

## 経歴
クラブではRCDエスパニョールで12シーズンに渡って在籍し、公式戦242試合に出場した。また、1950年にはスペイン代表として1950 FIFAワールドカップに臨み、センターバックのレギュラーとして同大会での4位入賞に貢献した。また、大会終了後には、同大会における最優秀DFに選出された。1955-56シーズンにリカルド・サモラがエスパニョールの新監督に就任すると、徐々に出場機会を失い、1958-59シーズン終了後にクラブを退団。1959-60シーズンを当時テルセーラ・ディビシオンに所属していたカルタヘナFCでプレーし、現役を引退した。
2016年2月29日、バルセロナ市内の病院にて死去。享年90歳だった。